# Asiaster vestitus
Asiaster vestitus är en skalbaggsart som först beskrevs av Lewis 1891.  Asiaster vestitus ingår i släktet Asiaster och familjen stumpbaggar. Inga underarter finns listade i Catalogue of Life.